# Castello di Cicala
Il castello di Cicala, denominato anche Castelcicala o Castel Cicala, è un castello ubicato a Nola.

## Storia e descrizione
Sulle origini del castello di Cicala, il cui nome deriverebbe dal greco gea calos, ossia terra bella, non si hanno notizie certe: secondo alcuni storici venne edificato nel 460 dai nolani dopo che la città sottostante fu devastata dai Vandali di Genserico, mentre secondo altri fu costruito nell'alto medioevo dai Longobardi, precisamente dai principi di Benevento. Nel 934 venne citato in un documento conservato all'abbazia di Montevergine che lo descrive in parte distrutto: fu restauro tra l'XI e il XII secolo sotto i Normanni, forse grazie all'intervento di Ruggero II; in questo periodo venne cinto da mura e fu, tra il 1130 e il 1140, una delle basi utilizzate per tenere in assedio Napoli. Nel 1269 la contea di Nola, che comprendeva anche il castello, venne donata a Guido di Montfort da Carlo I d'Angiò, vivendo un periodo di declino. Divenne quindi feudo della famiglia degli Orsini che mantennero il castello per circa due secoli, fino al 1532, seppur poco utilizzato, affidandolo a un castellano: nel 1534 venne ceduto a Francesca Monbel da Carlo V, per poi tornare agli Orsini, precisamente a Raimondo, nel 1546. La famiglia degli Albertini ne fu proprietaria nella seconda metà del XVI secolo, mentre nel XVII fu venduto a diversi signori tra cui, nel 1640, a Ladislao, re di Polonia. Passò nel 1660 alla famiglia dei Ruffo, che lo abitarono fino all'unità d'Italia; successivamente andò ai conti Sallier de la Tour, i quali lo donarono ai cappuccini.
Il castello si trova sulla sommità dell'omonimo colle. Restano le mura di cinta, su cui è possibile salire tramite diverse scale in pietra; all'interno delle mura si conserva un cortile, mentre le sale sono state restaurate e utilizzate per ospitare eventi.